# Bądkowo-Rochny
Bądkowo-Rochny – wieś sołecka w Polsce położona w województwie mazowieckim, w powiecie płockim, w gminie Brudzeń Duży.
W skład sołectwa wchodzą także wsie Bądkowo-Podlasie i Łukoszyno-Borki. 
W latach 1975–1998 miejscowość administracyjnie należała do województwa płockiego.
Miejscowość położona jest na Mazowszu. Wzdłuż Skrwy - rzeki, do której przylega wieś, biegnie granica między historycznymi ziemiami: Mazowszem a ziemią dobrzyńską.
Część wsi znajduje się na terenie Brudzeńskiego Parku Krajobrazowego. Droga, wzdłuż której rozciągnięta jest miejscowość, stanowi jednocześnie granicę otuliny tego parku.
W czasie okupacji niemieckiej wieś nazywała się Wassermühle (niem. młyn wodny).

## Zabytki
- Nieistniejący od kilku lat drewniany młyn z końca XIX wieku[potrzebny przypis].